# Вожемка (приток Сельменьги)
Вожемка — река в России, протекает по Нюксенскому району Вологодской области. Устье реки находится в 8 км по правому берегу реки Сельменьги. Длина реки составляет 11 км.
Река протекает через урочище Бараки Вожемка. Населённых пунктов по берегам реки нет.

## Данные водного реестра
По данным государственного водного реестра России относится к Двинско-Печорскому бассейновому округу, водохозяйственный участок реки — Северная Двина от начала реки до впадения реки Вычегда, без рек Юг и Сухона (от истока до Кубенского гидроузла), речной подбассейн реки — Сухона. Речной бассейн реки — Северная Двина.
Код объекта в государственном водном реестре — 03020100312103000009326.

## Топографическая карта
- Лист карты P-38-125,126 Нюксеница. Масштаб: 1 : 100 000. Состояние местности на 1983 год. Издание 1988 г.